# Kleppe
58°46′25″N 5°37′58″Ø / 58.77361°N 5.63278°Ø
Kleppe er den største by og er administrationsby i Klepp kommune på Jæren i Rogaland fylke i Norge. I Kleppe bor omtrent 3000 mennesker. Medregnet byen Verdalen, som Kleppe grænser til mod vest, er tallet omkring 6000 indbyggere. 
Klepp kirke, der er en trækirke fra 1846, ligger mellem de to højdedrag Kleppevarden og Haugabakka. Lige ved kirken, i retning Kleppevarden, ligger Jæren folkehøgskule. Nedenfor kirken ligger Kleppekrossen, hvor der blandt andet er butikker, banker, lægekontor og rådhus. I den nordøstlige del af Kleppe ligger Klepp stadion, Kleppe skole og Klepp ungdomsskole. Videre i østlig retning mod byen og jernbanestationen Klepp stasjon ligger idræts- og svømmehal.
Mellem Kleppe og Verdalen går fylkesvej 44, som er den vigtigste vejforbindelse mellem jærkommunerne Klepp, Time og Hå og bykommunerne Sandnes og Stavanger i nord, og Sola nordvest via fylkesvej 510.
Kleppe er, sammen med de fleste byer på Jæren mellem Nærbø og Randaberg, i en enorm vækst. Det urbane bybillede man ser i Stavanger, spreder sig hurtigt til Jæren, og Nærbø, Kleppe, Verdalen, Bryne, Sola, Sandnes, Randaberg og Stavanger kan inden få år vokse sammen til et stort byområde som dermed vil være landets næst største.